# Heilandskirche (Dresden)

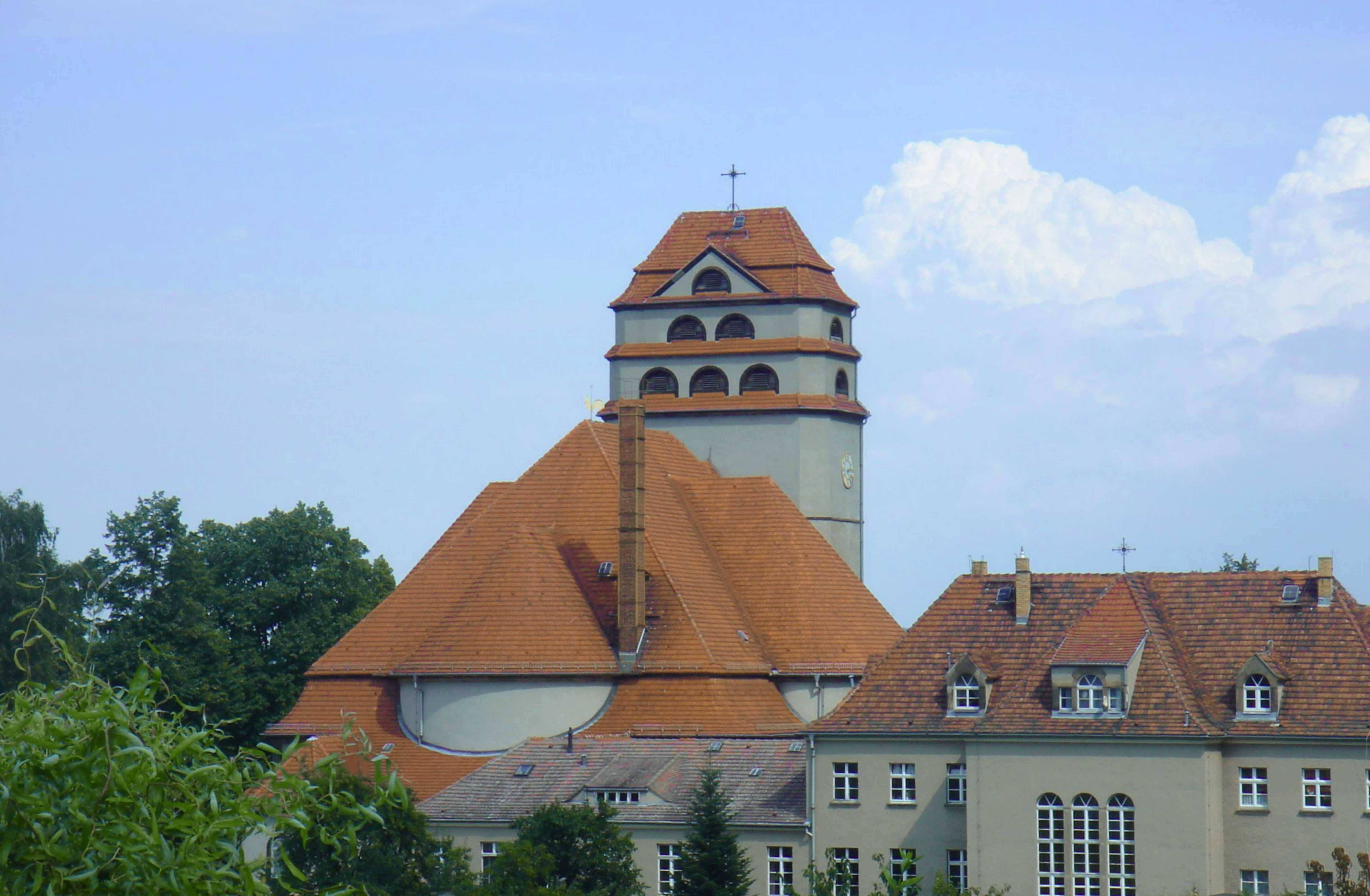
Die Heilandskirche in Dresden

Ansicht um 1928

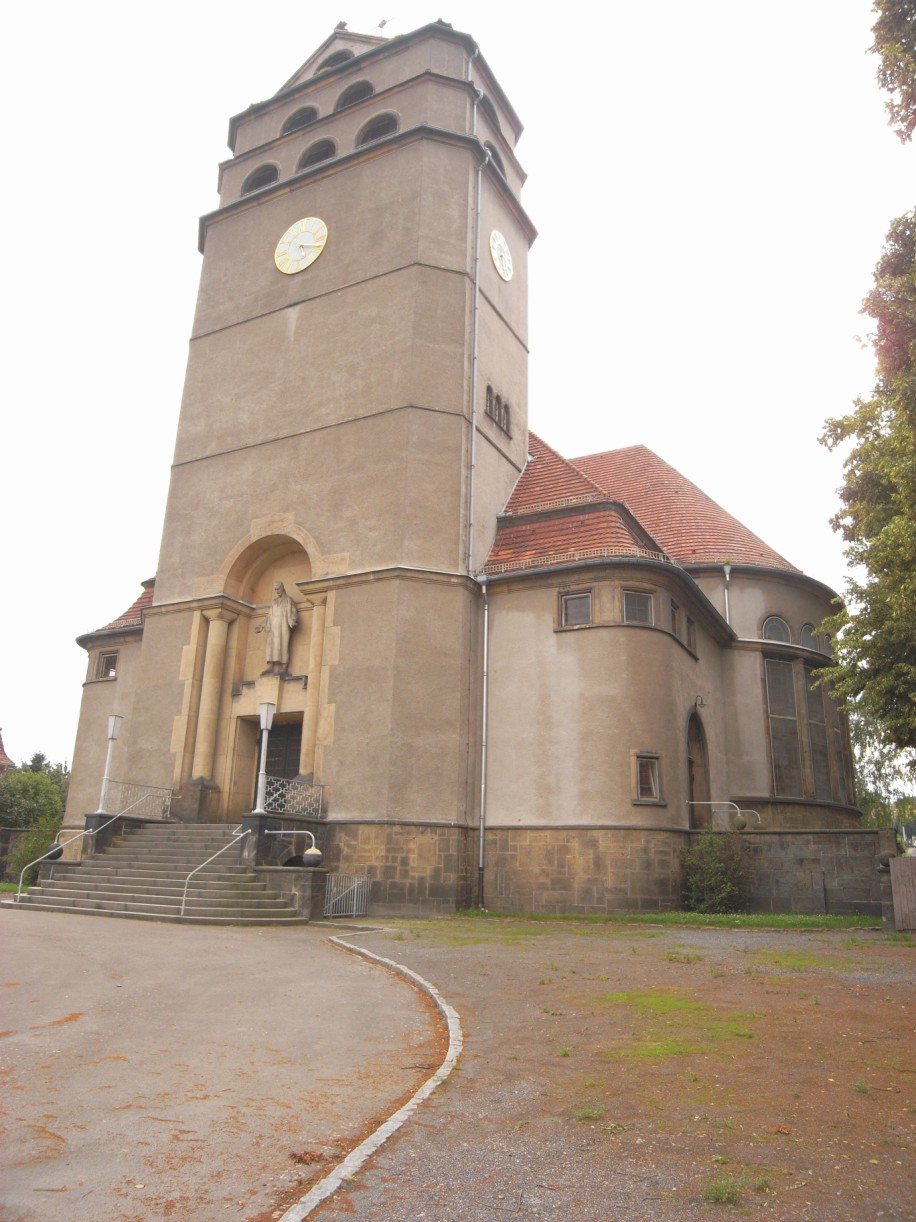
Turm der Heilandskirche mit Eingangstreppe

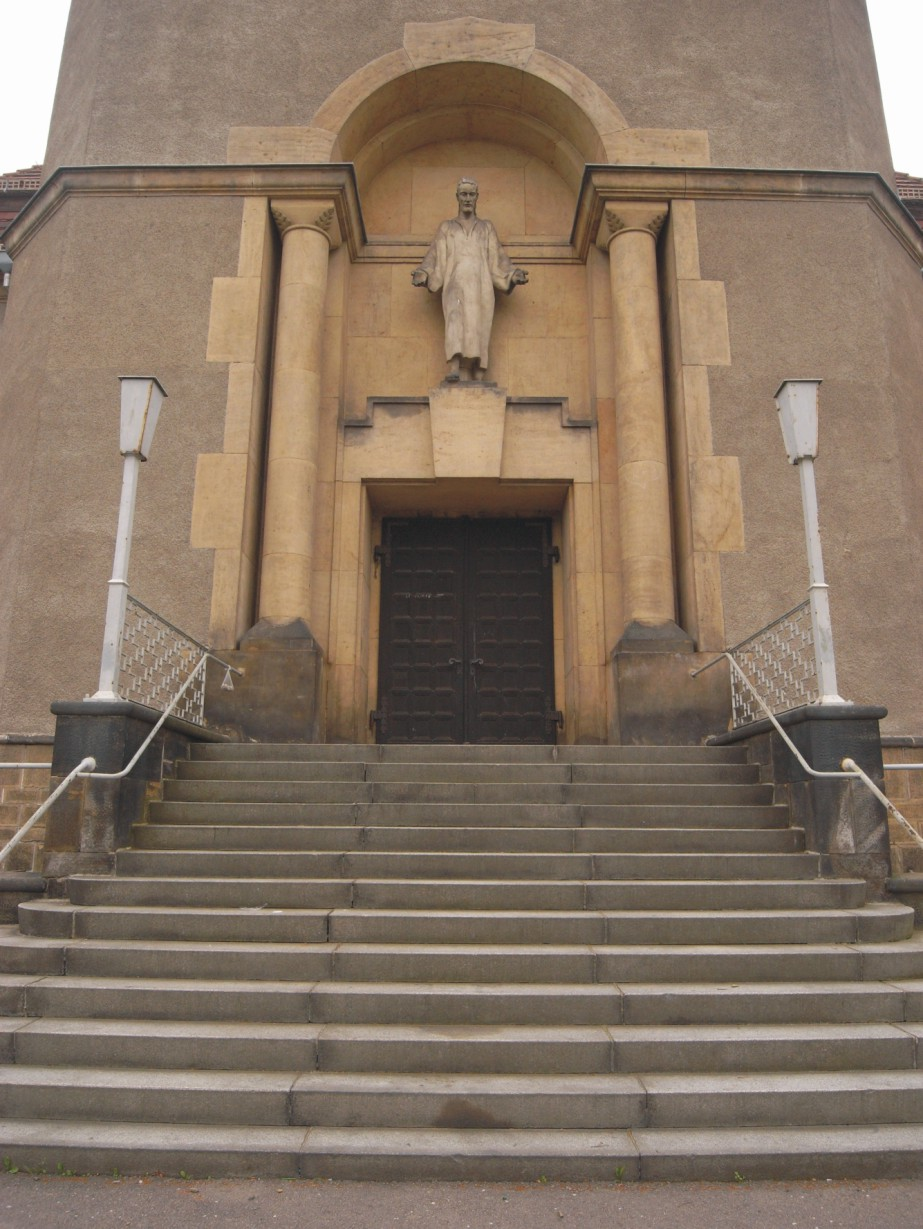
Haupteingang mit segnender Christusfigur

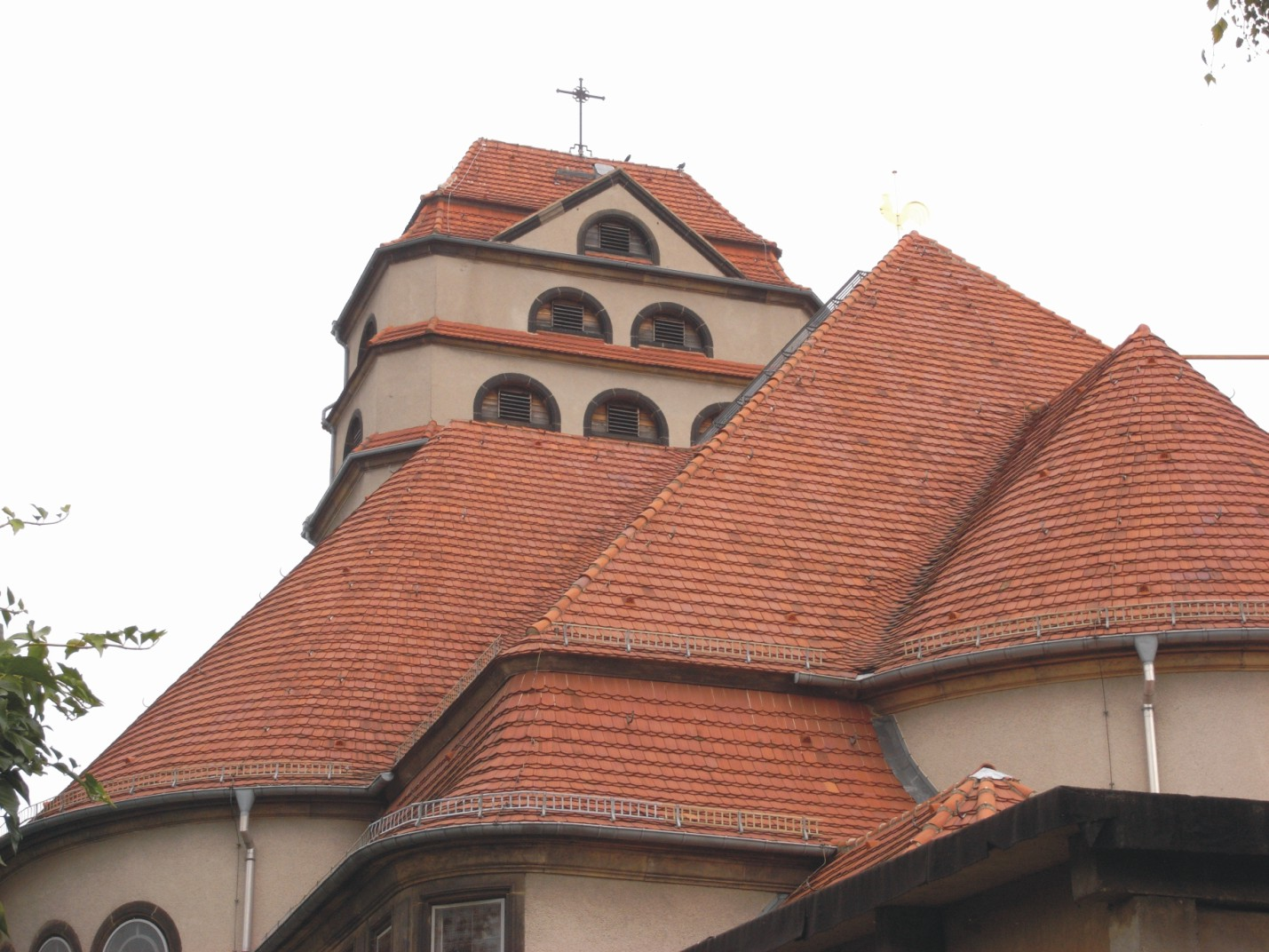
Dachstruktur und Turm aus Richtung Nordwest betrachtet

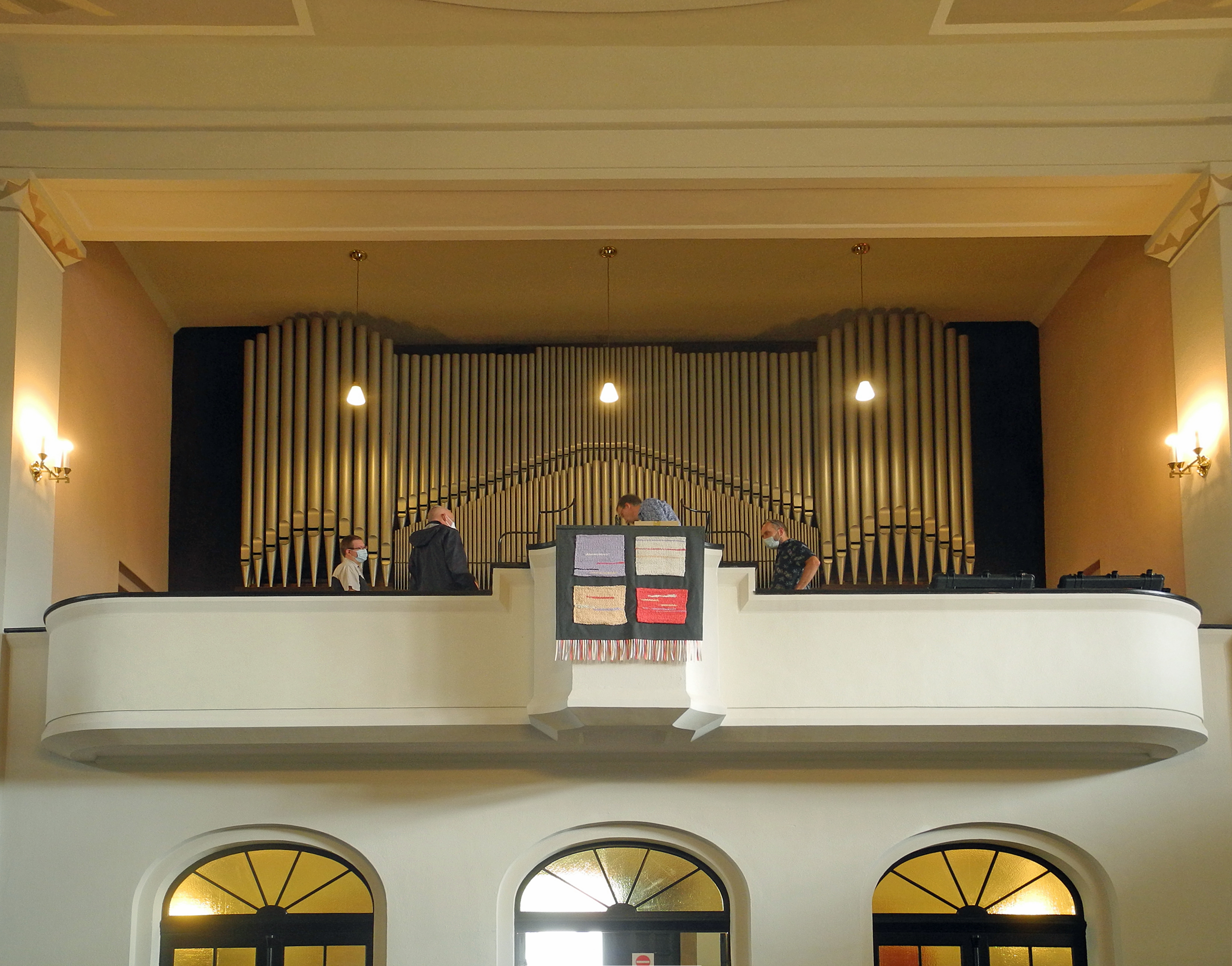
Jehmlich-Orgel der Heilandskirche

Die  Heilandskirche  ist eine evangelisch-lutherische Kirche mit Pfarr- und Gemeindehaus in Dresden, im Stadtteil Cotta. Die Gesamtanlage ist ein prägnantes Beispiel für die Dresdner Reformarchitektur und steht unter Denkmalschutz.

## Baugeschichte
Im Jahr 1909 wurde ein Architektenwettbewerb für den geplanten Kirchenneubau durchgeführt; 68 eingereichte Entwürfe wurden durch das Preisgericht beurteilt, in dem unter anderen Otto Beutler, Hans Erlwein, Franz Dibelius, Paul Wallot und Pfarrer K. Schmidt saßen. Den 1. Preis erhielt Fritz Schumacher, den 2. Preis Paul Bender, der 3. Preis ging an William Lossow und Max Hans Kühne; weitere vier Entwürfe wurden angekauft, um eventuell Detaillösungen daraus für den Kirchenbau verwenden zu können, darunter ein Entwurf von Rudolf Kolbe. Im Laufe der fünf Jahre beanspruchenden weiteren Planungen wurde jedoch Kolbe 1912 mit der Ausführung seines überarbeiteten Wettbewerbsentwurfs beauftragt.
Der Bau begann am 1. Mai 1914, und die Grundsteinlegung erfolgte am 7. Juni des gleichen Jahres. Nachdem Anfang August 1914 der Erste Weltkrieg ausgebrochen war, beschloss der Kirchenvorstand am 14. August 1914 jedoch die Einstellung der Bauarbeiten für die Dauer des Kriegs. Nach Kriegsende im Jahr 1918 verhinderte aber die anhaltend schwierige wirtschaftliche Lage während der Inflationszeit den Weiterbau. Erst nach der wirtschaftlichen Stabilisierung durch Währungsreform und Dawes-Plan konnten die Bauarbeiten 1925 – also nach elfjähriger Unterbrechung – wieder aufgenommen werden. Rudolf Kolbe vereinfachte dabei seinen Entwurf, um die Finanzierung nicht zu gefährden. Die Kirche konnte schließlich am 26. Mai 1927 (Christi Himmelfahrt) durch Superintendent Franz Heinrich Költzsch eingeweiht werden.

## Beschreibung
Äußerer Bau
Die Kirche besticht durch die gekonnte Kombination verschieden großer Baukörper, die organisch miteinander vereint sind und den gesamten Komplex monumental wirken lassen. Dies entsprach dem gewünschten Monumentalstil innerhalb der Reformarchitektur. Kolbe schuf einen Sakralbau mit weit heruntergezogenem, seitlich gewölbtem und an einigen Ecken abgerundeten Ziegeldach, wodurch die Kirche eine gedrungen-massige Erscheinung erhielt. Zwei seitliche Konchen unterstützen die Breitenwirkung in besonderer Weise. Der Chor ist als Apsis ausgebildet, die von den westlichen Anbauten umschlossen wird. Auf lokale Tradition fußt der Umgang mit der verputzten Fassade, die sparsam geschmückt ist.
Der flach wirkende Turm an der Ostseite vermittelt eine Kompaktheit der gesamten Gebäudegruppe. Zwei abgesetzte Dachstreifen unterhalb des Hauptdachs schaffen eine leichte Verbreiterung des Turmes in Richtung seines Fußes und wirken wie zwei horizontale Lamellen. In den Putzfeldern zwischen diesen Streifen sitzen halbrunde Schallöffnungen, hinter denen sich der Glockenstuhl verbirgt. Die Kirche ist mit drei Glocken ausgestattet, die sie von der im Zweiten Weltkrieg zerstörten Jakobikirche erhielt. Ihr ursprüngliches Geläut wurde im Zweiten Weltkrieg zu Rüstungszwecken eingeschmolzen.
Über dem Haupteingang, der am Fuß des Turmes liegt, befindet sich eine überlebensgroße, aus Elbsandstein gefertigte Christusstatue in segnender Haltung vom Dresdner Bildhauer Karl Albiker. Sie steht im Tympanon eines Bogenportals, das mittels großer Quadern und zwei einfach gehaltenen dorischen Säulen aus Postaer Sandstein errichtet wurde. Zum Haupteingang führt eine mehrstufige Freitreppe mit geschwungenen Blockstufen empor.
Innenraum
Der Innenraum erhielt eine Ausgestaltung in schlichter Form, die auf Arbeiten des Bildhauers Rudolf Born und des Kunstmalers Karl Schulz beruht. An der Decke befinden sich Gemälde von den vier Evangelisten. In den Konchen der Längsseiten sind Emporen eingebaut. Von diesen Seiten erhält der Kirchenraum sein natürliches Licht, das durch Buntglasfenster einfällt. Die Fenster zeigen Szenen der Christustaufe und Heilung des Gichtbrüchigen.
Die Orgel ist ein Instrument aus der Jehmlich-Werkstatt und stammt aus der Bauzeit. Sie wurde 1936 erweitert und umfasst fast 5000 Pfeifen.

## Gesamtanlage
Zur von Rudolf Kolbe konzipierten Gesamtanlage gehört ein sich an der Westseite der Kirche anschließendes Gemeinde- und Pfarrhaus. Im südlichen Teil des Kirchengrundstücks steht ein Wohngebäude. Das Ensemble schafft einen mit Rasen, Bäumen und Hecken an den Wegen gestalteten Innenhof, der von der Ostseite über einen kleinen Treppenaufgang zu erreichen ist. Ferner gehört eine eingefasste Gartenfläche an den Außengrenzen des Kirchgrundstücks dazu. Die Anlage befindet sich auf einer hügelartigen Erhöhung, die nach Westen und Norden abfällt. An der Ostseite liegt die Straßenzufahrt, die sich vor der Kirche zu einem Platz öffnet.
Im Mai 2017 wurde vor der Kirche in der Nähe eines bereits vorhandenen Lutherdenkmals anlässlich des 90. Kirchweihjubiläums und des 500. Jahrestags der Reformation eine Lutherlinde gepflanzt, die damit zu den Gedenkbäumen in Dresden gehört.